# 王克圖
王克圖（1919年—2014年10月7日），又名王大寶，天津市人，京劇知名京胡琴師。十六歲拜吳寶泉為師，研習琴藝。十九歲入劇團，隨團於青島、煙臺等地演出，擔任京胡琴師，並蒙當時名琴師趙濟羹（趙喇嘛）的欣賞及指點。
民國36年顧正秋劇團自赴青島演出，經鼓師王燮元介紹，禮聘當時家住青島的王克圖（時名王大寶）為琴師。顧正秋認為，「她在青島受到觀眾歡迎，檔期從原定的三個月延至半年，王大寶的胡琴功不可沒」。
民國37年秋隨顧劇團來臺，與名鼓師侯佑宗合作，分別擔任文武場領導。有寶島琴王之美譽。民國42年顧劇團解散後，遂加入軍中劇團。民國四十七年陸光國劇隊成立，遂擔任當家琴師。於陸光國隊期間，多次海外演出宣慰僑胞，並榮獲國軍國劇最佳配樂金像獎等榮譽。退休後仍常參與京劇業餘愛好者（票友）聚會活動，義務指導京劇唱腔，並操琴伴奏。

### 引用
1. ↑  . www.appledaily.com.tw. 2014-10-21  [2015-05-13]. （原始内容存档于2015-05-25）.
2. ↑  《奇緣此生顧正秋》，頁223。

### 書籍
- 顧正秋著；季季主編《休戀逝水：顧正秋回憶錄》，臺北市：時報文化，1997。
- 季季《奇緣此生顧正秋》，臺北市：時報文化，2007。
- 王安祈《台灣京劇五十年》，宜蘭：國立傳統藝術中心，2002。